# Gerd Müller
Pour les articles homonymes, voir Gerd Müller (homonymie) et Müller.
Gerhard Müller, plus connu comme Gerd Müller, né le 3 novembre 1945 à Nördlingen et mort le 15 août 2021 à Wolfratshausen, est un footballeur international allemand. Il est surnommé en allemand « Der Bomber », le Bombardier.
Célèbre buteur, capable de marquer dans toutes les positions et avec toutes les parties du corps, il établit de nombreux records mondiaux. L'attaquant du Bayern Munich et de l'équipe ouest-allemande inscrit 365 buts en 427 matches de Bundesliga et 68 buts en 62 sélections avec la Mannschaft. Il est l'un des meilleurs buteurs en phase finale de l'histoire des Coupes du monde avec un total de 14 buts inscrits en deux éditions (1970 et 1974). Il remporte l'Euro 1972 et la Coupe du monde 1974 en marquant à chaque fois en finale. 
À l’issue de sa carrière, Müller laisse derrière lui une collection de buts importants, comme celui qui permet à l'Allemagne de l'Ouest de prendre l'avantage en finale du Mondial 1974 à Munich. Pour son ancien partenaire Franz Beckenbauer, il n'y a aucun doute : « Tout ce que le Bayern Munich a pu accomplir, c'est grâce à Gerd Müller et à ses buts ».

## Biographie

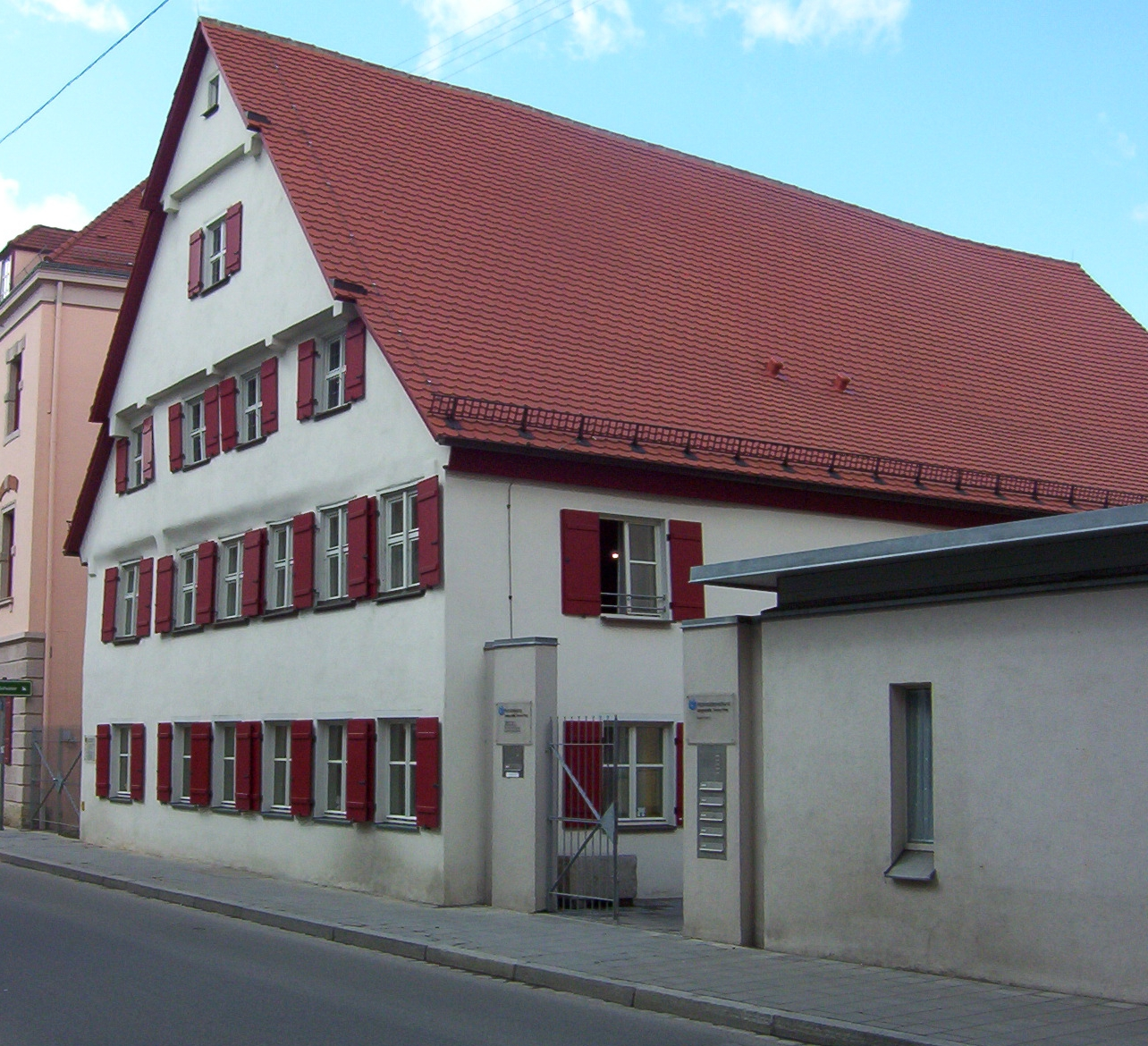
Vue de 2005, de la maison où nait Gerd Müller.

### Débuts
Le solide attaquant commence sa carrière à l'âge de neuf ans dans sa ville natale de Nördlingen, située à une heure et demie en voiture de Munich. À l'âge de 16 ans, Müller passe déjà par toutes sortes d'équipes scolaires et juniors avant d'atterrir dans l'équipe juniors du TSV Nördlingen. En 1962-1963, il inscrit 180 buts.

### Bayern Munich (1964-1979)

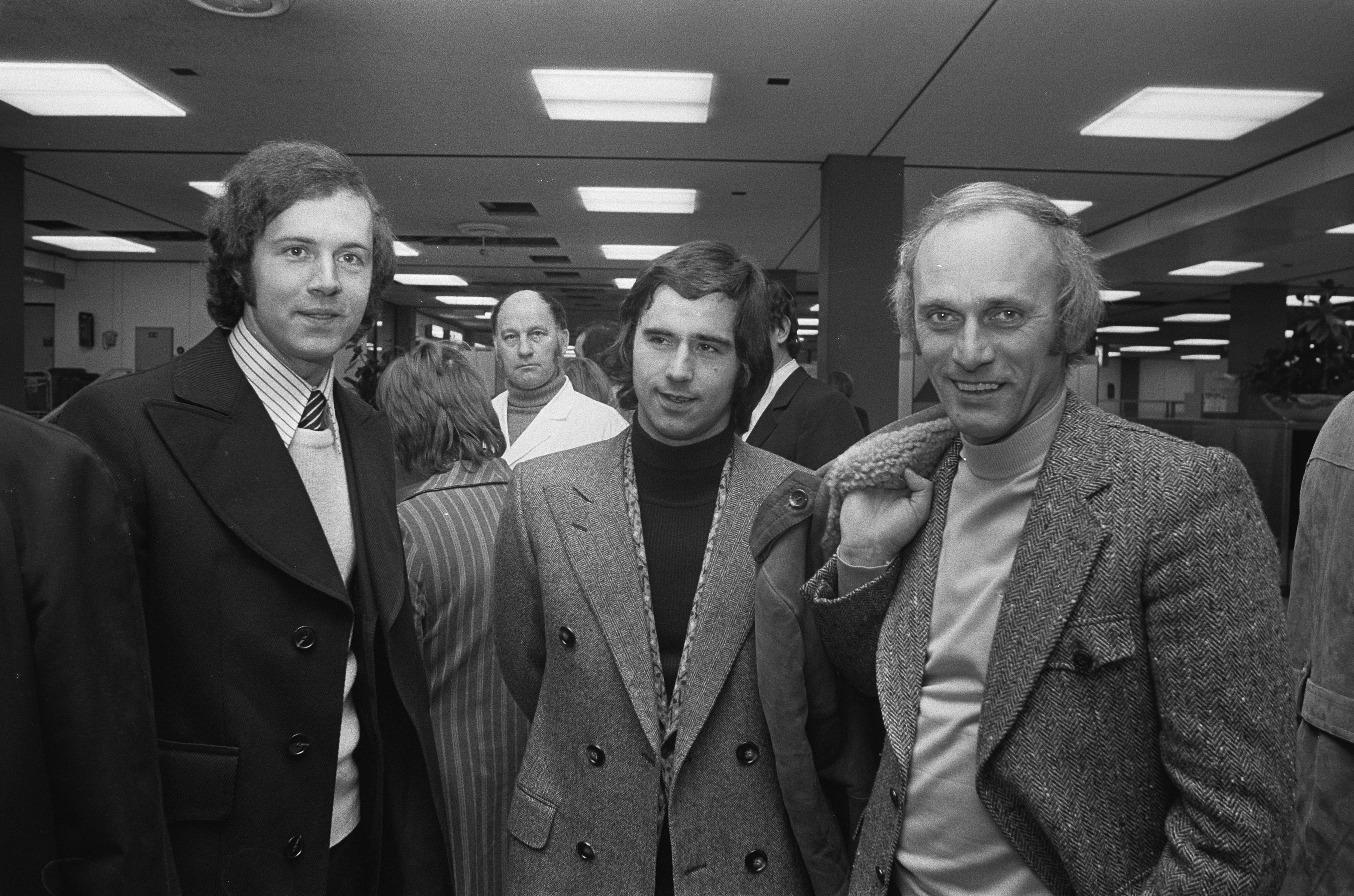
Gerd Müller entouré de Franz Beckenbauer et Udo Lattek (1973).

Sur l'année 1972, le « Bomber » inscrit la bagatelle de 72 buts avec le Bayern (42 buts en Bundesliga, 7 en Coupe d’Allemagne, 11 en Europe et 12 lors de l’officieuse Coupe de la Ligue) ainsi que 13 buts sous le maillot de la Mannschaft soit 85 le tout en 60 rencontres, pour un ratio effrayant de 1,4 but/match. Lionel Messi battra ce record en décembre 2012, mais au bout de 67 saisons.
En 1971-1972, il inscrit 40 buts en championnat, un record qui tiendra près de quarante ans, seulement battu en 2021 par Robert Lewandowski.

### Équipe nationale (1966-1974)

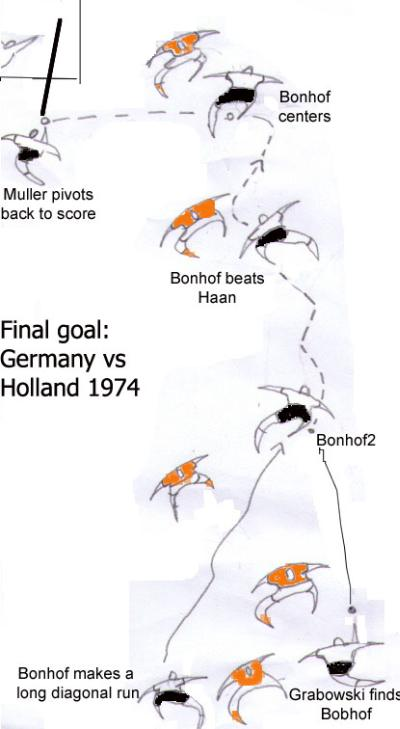
Le but de Gerd Müller contre les Pays-Bas en finale de la Coupe du monde 1974.

Après ses débuts tonitruants avec le Bayern Munich, il n'y a rien d'étonnant à ce que le sélectionneur national, Helmut Schön, s'intéresse de plus près à Müller. Celui-ci effectue ses grands débuts en équipe d'Allemagne le 12 octobre 1966 lors d'une victoire 2-0 en Turquie,.

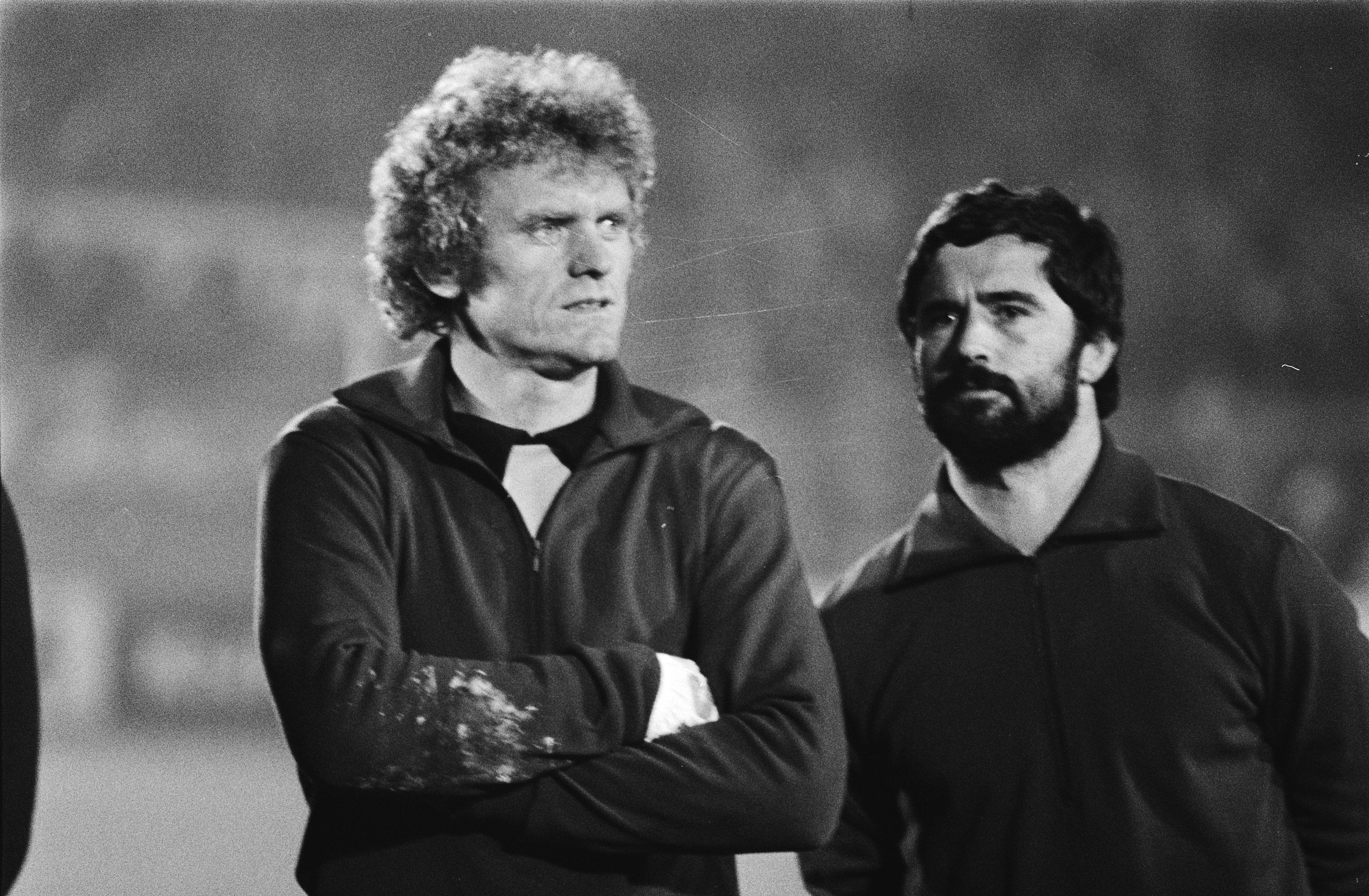
Gerd Müller aux côtés de Sepp Maier (1978).

Gerd Müller participe ensuite à sa première Coupe du monde en 1970. Il inscrit deux triplés successifs contre la Bulgarie et le Pérou et remporte le titre de Meilleur buteur avec 10 buts. Lors du match contre les bulgares, Müller inscrit le 800e but de l'histoire de la Coupe du monde. À cette époque, il forme avec Uwe Seeler un duo d'attaque redoutable. Son fantastique doublé au cours de la prolongation de la demi-finale contre l'Italie ne permet pourtant pas à la Mannschaft d'accéder à la finale (défaite 4-3 ap). Gerd Müller se console en remportant le Ballon d'or cette année-là.

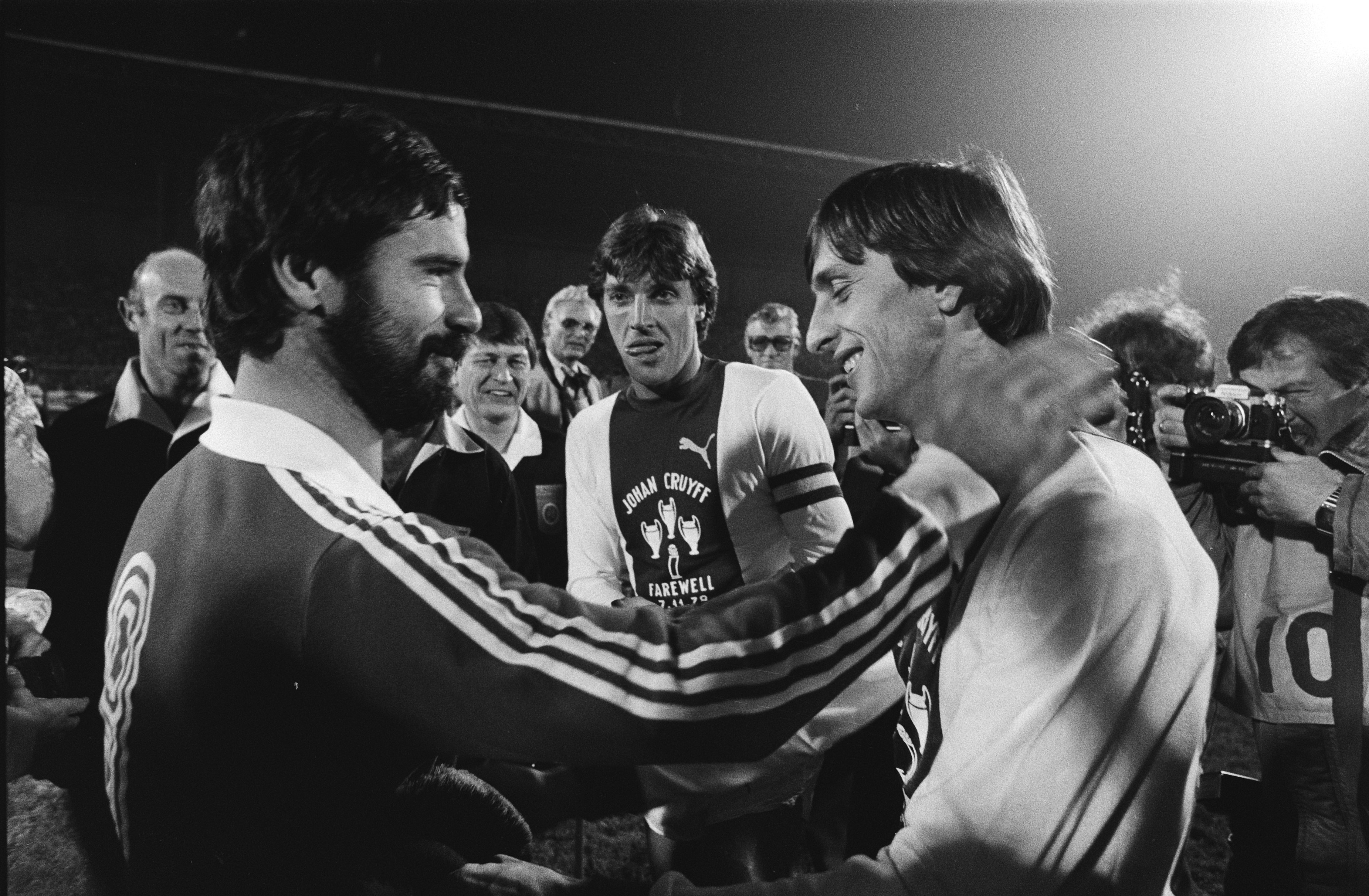
Gerd Müller avec Johan Cruyff après un match entre le Bayern Munich et l'Ajax Amsterdam (1978).

Le Championnat d’Europe 1972 est un tournant dans le football européen. Auparavant, l’Allemagne de l’Ouest n’a remporté qu’un seul trophée international et disputé deux finales. En demi-finale, Gerd Müller inscrit les deux buts de la victoire 2-1 contre les hôtes belges. Puis, il est le héros de la finale victorieuse (3-0) contre l’Union soviétique en marquant à nouveau deux buts, scellant ainsi sa contribution au premier titre européen de l'équipe d'Allemagne.
Il inscrit le but de la victoire de la RFA, en finale de la Coupe du monde 1974, à la 43e minute du match de l'Olympiastadion face aux Pays-Bas. « Bonhof a envoyé le ballon, qui est arrivé dans la surface. J'ai couru vers lui au milieu de deux défenseurs hollandais et puis j'ai dû revenir en arrière parce que la passe était légèrement dans mon dos. Le ballon a rebondi sur mon pied gauche, je me suis retourné et c'était dedans ». À cette occasion il marque le 1000e but de sa carrière. 
Champion du monde à 28 ans, Müller annonce qu'il prend sa retraite internationale après la compétition. Müller marque la plupart de ses 68 buts en sélection sur une période de quatre ans : de 1969 à 1972, où il marque 47 buts en 34 matches. Il présente de plus un ratio de buts sous le maillot de l’équipe nationale inégalé. Miroslav Klose ne battra en effet en 2014 le record de 68 buts du « Bomber » qu'après une plus longue carrière internationale et un bien plus grand nombre de matchs disputés avec la Mannschaft,. 

### Fort Lauderdale Strikers (1979-1981)
Il rejoint le club de Floride en même temps que le péruvien Teófilo Cubillas. En 1980, Müller prend sa retraite.

### Entraîneur (1992-2014)

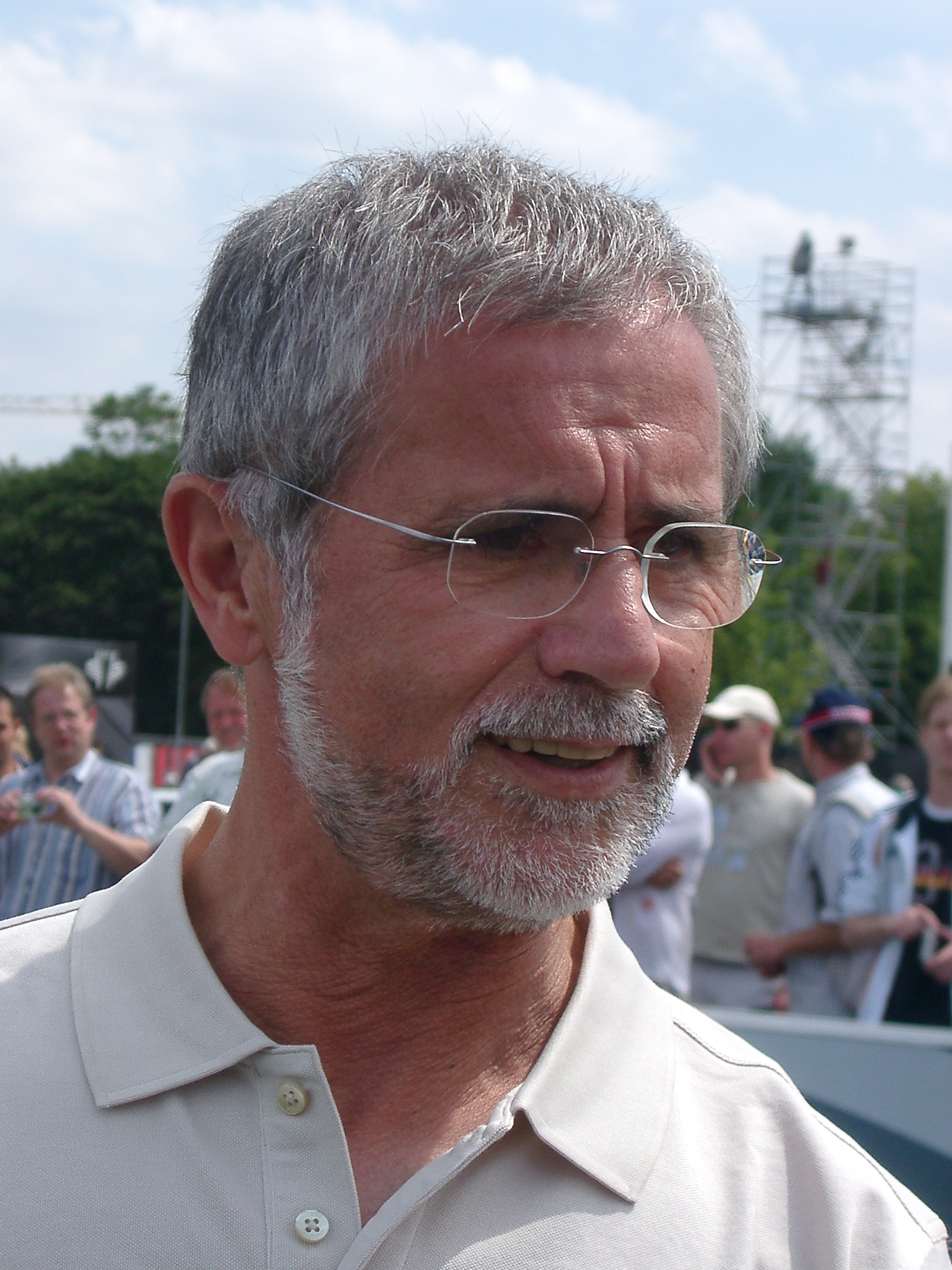
Gerd Müller à Berlin (2006).

Il tente une brève carrière de chanteur pop avec Dann macht es bumm ! au cours de laquelle on a pu l'entendre chanter A football game is far from easy, goals never come cheaply (« Un match de football est loin d'être facile, les buts ne viennent jamais tout seuls »).

## Problèmes de santé et décès
À l'automne 2015, en accord avec la famille du joueur devenu entraineur, le Bayern affiche son soutien à Gerd Muller, atteint de la maladie d'Alzheimer .
Alors que Gerd Müller fête ses 75 ans, son épouse Uschi annonce au quotidien allemand Bild  qu'il est atteint de démence sénile (causée par la maladie d'Alzheimer), et a « toujours été un combattant, toujours courageux, tout au long de sa vie. Mais Gerd s'endort doucement » et qu'il est « presque 24 heures sur 24 au lit, il n'a plus que de rares moments d'éveil. Il est calme et paisible, et je ne pense pas qu'il souffre. J'ai l'espoir qu'il ne puisse pas penser à son sort, à cette maladie qui prive une personne de sa dignité »,.
Gerd Müller meurt le 15 août 2021 à l'âge de 75 ans des suites de la maladie d'Alzheimer.

## Statistiques
Il marque 365 buts en 427 matches de Bundesliga (record absolu en Allemagne) et co-détenait le record du plus grand nombre de buts inscrits sur une même saison en Allemagne avec 40 unités lors de la saison 1971-1972 du Bayern Munich, battu par Robert Lewandowski avec 41 buts sur la saison 2020-2021 du Bayern Munich.
| Saison                | Club                     | Championnat           | Championnat | Championnat | Championnat | Coupe nationale | Coupe nationale | Coupe nationale | Coupe de la Ligue | Coupe de la Ligue | Coupe de la Ligue | Compétition(s) continentale(s) | Compétition(s) continentale(s) | Compétition(s) continentale(s) | Compétition(s) continentale(s) | Coupe intercontinentale | Coupe intercontinentale | Coupe intercontinentale | Supercoupe UEFA | Supercoupe UEFA | Supercoupe UEFA | Play-offs | Play-offs | Play-offs | Allemagne de l'Ouest | Allemagne de l'Ouest | Allemagne de l'Ouest | Total | Total | Total |
| Saison                | Club                     | Division              | M.          | B.          | P.d.        | M.              | B.              | P.d.            | M.                | B.                | P.d.              | Comp.                          | M.                             | B.                             | P.d.                           | M.                      | B.                      | P.d.                    | M.              | B.              | P.d.            | M.        | B.        | P.d.      | M.                   | B.                   | P.d.                 | M.    | B.    | P.d.  |
| 1963-1964             | TSV Nördlingen           | D3                    | 32          | 51          | 0           | -               | -               | -               | -                 | -                 | -                 | -                              | -                              | -                              | -                              | -                       | -                       | -                       | -               | -               | -               | -         | -         | -         | -                    | -                    | -                    | 32    | 51    | 0     |
| Sous-total            | Sous-total               | Sous-total            | 32          | 51          | 0           | -               | -               | -               | -                 | -                 | -                 | -                              | -                              | -                              | -                              | -                       | -                       | -                       | -               | -               | -               | -         | -         | -         | -                    | -                    | -                    | 32    | 51    | 0     |
| 1964-1965             | Bayern Munich            | Regionalliga Sud      | 26          | 33          | 0           | -               | -               | -               | -                 | -                 | -                 | -                              | -                              | -                              | -                              | -                       | -                       | -                       | -               | -               | -               | 6         | 6         | 0         | -                    | -                    | -                    | 32    | 39    | 0     |
| 1965-1966             | Bayern Munich            | Bundesliga            | 33          | 15          | 4           | 6               | 1               | 0               | -                 | -                 | -                 | -                              | -                              | -                              | -                              | -                       | -                       | -                       | -               | -               | -               | -         | -         | -         | -                    | -                    | -                    | 39    | 16    | 4     |
| 1966-1967             | Bayern Munich            | Bundesliga            | 32          | 28          | 6           | 4               | 7               | 0               | -                 | -                 | -                 | C2                             | 9                              | 8                              | 0                              | -                       | -                       | -                       | -               | -               | -               | -         | -         | -         | 3                    | 4                    | 0                    | 48    | 47    | 6     |
| 1967-1968             | Bayern Munich            | Bundesliga            | 34          | 19          | 7           | 4               | 4               | 0               | -                 | -                 | -                 | C2                             | 8                              | 7                              | 0                              | -                       | -                       | -                       | -               | -               | -               | -         | -         | -         | 2                    | 2                    | 0                    | 48    | 32    | 7     |
| 1968-1969             | Bayern Munich            | Bundesliga            | 30          | 30          | 4           | 5               | 7               | 0               | -                 | -                 | -                 | -                              | -                              | -                              | -                              | -                       | -                       | -                       | -               | -               | -               | -         | -         | -         | 7                    | 9                    | 0                    | 42    | 46    | 4     |
| 1969-1970             | Bayern Munich            | Bundesliga            | 33          | 38          | 9           | 3               | 4               | 0               | -                 | -                 | -                 | C1                             | 2                              | 0                              | 0                              | -                       | -                       | -                       | -               | -               | -               | -         | -         | -         | 13                   | 12                   | 3                    | 51    | 54    | 12    |
| 1970-1971             | Bayern Munich            | Bundesliga            | 32          | 22          | 14          | 7               | 10              | 0               | -                 | -                 | -                 | C3                             | 8                              | 7                              | 0                              | -                       | -                       | -                       | -               | -               | -               | -         | -         | -         | 7                    | 10                   | 0                    | 54    | 49    | 14    |
| 1971-1972             | Bayern Munich            | Bundesliga            | 34          | 40          | 16          | 6               | 5               | 0               | -                 | -                 | -                 | C2                             | 8                              | 5                              | 0                              | -                       | -                       | -                       | -               | -               | -               | -         | -         | -         | 9                    | 14                   | 0                    | 57    | 64    | 16    |
| 1972-1973             | Bayern Munich            | Bundesliga            | 33          | 36          | 8           | 5               | 7               | 0               | 5                 | 12                | 0                 | C1                             | 6                              | 11                             | 2                              | -                       | -                       | -                       | -               | -               | -               | -         | -         | -         | 5                    | 6                    | 1                    | 54    | 72    | 11    |
| 1973-1974             | Bayern Munich            | Bundesliga            | 34          | 30          | 9           | 4               | 5               | 0               | -                 | -                 | -                 | C1                             | 10                             | 8                              | 2                              | -                       | -                       | -                       | -               | -               | -               | -         | -         | -         | 16                   | 11                   | 2                    | 64    | 54    | 13    |
| 1974-1975             | Bayern Munich            | Bundesliga            | 33          | 23          | 15          | 3               | 2               | 0               | -                 | -                 | -                 | C1                             | 7                              | 5                              | 0                              | -                       | -                       | -                       | -               | -               | -               | -         | -         | -         | -                    | -                    | -                    | 43    | 30    | 15    |
| 1975-1976             | Bayern Munich            | Bundesliga            | 22          | 23          | 3           | 6               | 7               | 0               | -                 | -                 | -                 | C1                             | 6                              | 5                              | 0                              | -                       | -                       | -                       | 1               | 0               | 0               | -         | -         | -         | -                    | -                    | -                    | 35    | 35    | 3     |
| 1976-1977             | Bayern Munich            | Bundesliga            | 25          | 28          | 4           | 4               | 11              | 0               | -                 | -                 | -                 | C1                             | 4                              | 5                              | 0                              | 2                       | 1                       | 0                       | 2               | 3               | 0               | -         | -         | -         | -                    | -                    | -                    | 37    | 48    | 4     |
| 1977-1978             | Bayern Munich            | Bundesliga            | 33          | 24          | 7           | 3               | 4               | 0               | -                 | -                 | -                 | C3                             | 6                              | 4                              | 0                              | -                       | -                       | -                       | -               | -               | -               | -         | -         | -         | -                    | -                    | -                    | 42    | 32    | 7     |
| 1978-1979             | Bayern Munich            | Bundesliga            | 19          | 9           | 0           | 2               | 4               | 0               | -                 | -                 | -                 | -                              | -                              | -                              | -                              | -                       | -                       | -                       | -               | -               | -               | -         | -         | -         | -                    | -                    | -                    | 21    | 13    | 0     |
| Sous-total            | Sous-total               | Sous-total            | 453         | 398         | 106         | 62              | 78              | 0               | 5                 | 12                | 0                 | -                              | 74                             | 65                             | 4                              | 2                       | 1                       | 0                       | 3               | 3               | 0               | 6         | 6         | 0         | 62                   | 68                   | 6                    | 667   | 631   | 116   |
| 1979                  | Fort Lauderdale Strikers | NASL                  | 25          | 19          | 17          | -               | -               | -               | -                 | -                 | -                 | -                              | -                              | -                              | -                              | -                       | -                       | -                       | -               | -               | -               | 2         | 0         | 0         | -                    | -                    | -                    | 27    | 19    | 17    |
| 1980                  | Fort Lauderdale Strikers | NASL                  | 29          | 14          | 8           | -               | -               | -               | -                 | -                 | -                 | -                              | -                              | -                              | -                              | -                       | -                       | -                       | -               | -               | -               | 7         | 0         | 0         | -                    | -                    | -                    | 36    | 14    | 8     |
| 1981                  | Fort Lauderdale Strikers | NASL                  | 17          | 5           | 2           | -               | -               | -               | -                 | -                 | -                 | -                              | -                              | -                              | -                              | -                       | -                       | -                       | -               | -               | -               | -         | -         | -         | -                    | -                    | -                    | 17    | 5     | 2     |
| Sous-total            | Sous-total               | Sous-total            | 71          | 38          | 27          | -               | -               | -               | -                 | -                 | -                 | -                              | -                              | -                              | -                              | -                       | -                       | -                       | -               | -               | -               | 9         | 0         | 0         | -                    | -                    | -                    | 80    | 38    | 27    |
| Total sur la carrière | Total sur la carrière    | Total sur la carrière | 556         | 487         | 133         | 62              | 78              | 0               | 5                 | 12                | 0                 | -                              | 74                             | 65                             | 4                              | 2                       | 1                       | 0                       | 3               | 3               | 0               | 15        | 6         | 0         | 62                   | 68                   | 6                    | 779   | 720   | 143   |

Sources,,,
|    | Date              | Lieu                                                            | Adversaire       | Score | Résultat | Compétition                       |
| -- | ----------------- | --------------------------------------------------------------- | ---------------- | ----- | -------- | --------------------------------- |
| 1  | 9 avril 1967      | Westfalenstadion, Dortmund, Allemagne de l'Ouest                | Albanie          | 1-0   | 6-0      | Eliminatoires Euro 1968           |
| 2  | 9 avril 1967      | Westfalenstadion, Dortmund, Allemagne de l'Ouest                | Albanie          | 2-0   | 6-0      | Eliminatoires Euro 1968           |
| 3  | 9 avril 1967      | Westfalenstadion, Dortmund, Allemagne de l'Ouest                | Albanie          | 3-0   | 6-0      | Eliminatoires Euro 1968           |
| 4  | 9 avril 1967      | Westfalenstadion, Dortmund, Allemagne de l'Ouest                | Albanie          | 6-0   | 6-0      | Eliminatoires Euro 1968           |
| 5  | 27 septembre 1967 | Olympiastadion, Berlin-Ouest, Allemagne de l'Ouest              | France           | 4-0   | 5-1      | Match amical                      |
| 6  | 7 octobre 1967    | Volksparkstadion, Hambourg, Allemagne de l'Ouest                | Yougoslavie      | 2-1   | 3-1      | Eliminatoires-Euro 1968           |
| 7  | 13 octobre 1968   | Ernst Happel Stadion, Vienne, Autriche                          | Autriche         | 0-1   | 0-2      | Eliminatoires-Coupe du monde 1970 |
| 8  | 23 novembre 1968  | GSP Stadium, Nicosie, Chypre                                    | Chypre           | 0-1   | 0-1      | Eliminatoires-Coupe du monde 1970 |
| 9  | 26 mars 1969      | Deutsche Bank Park, Francfort-sur-le-Main, Allemagne de l'Ouest | Pays de Galles   | 1-1   | 1-1      | Match amical                      |
| 10 | 16 avril 1969     | Hampden Park, Glasgow, Écosse                                   | Écosse           | 0-1   | 1-1      | Eliminatoires-Coupe du monde 1970 |
| 11 | 10 mai 1969       | Max-Morlock-Stadion, Nuremberg, Allemagne de l'Ouest            | Autriche         | 1-0   | 1-0      | Eliminatoires-Coupe du monde 1970 |
| 12 | 21 mai 1969       | Georg Melches Stadion, Essen, Allemagne de l'Ouest              | Chypre           | 1-0   | 12-0     | Eliminatoires-Coupe du monde 1970 |
| 13 | 21 mai 1969       | Georg Melches Stadion, Essen, Allemagne de l'Ouest              | Chypre           | 7-0   | 12-0     | Eliminatoires-Coupe du monde 1970 |
| 14 | 21 mai 1969       | Georg Melches Stadion, Essen, Allemagne de l'Ouest              | Chypre           | 9-0   | 12-0     | Eliminatoires-Coupe du monde 1970 |
| 15 | 21 mai 1969       | Georg Melches Stadion, Essen, Allemagne de l'Ouest              | Chypre           | 12-0  | 12-0     | Eliminatoires-Coupe du monde 1970 |
| 16 | 21 septembre 1969 | Ernst Happel Stadion, Vienne, Autriche                          | Autriche         | 1-1   | 1-1      |                                   |
| 17 | 22 octobre 1969   | Volksparkstadion, Hambourg, Allemagne de l'Ouest                | Écosse           | 2-1   | 3-2      | Eliminatoires-Coupe du monde 1970 |
| 18 | 3 juin 1970       | Estadio Nou Camp, Leon, Mexique                                 | Maroc            | 2-1   | 2-1      | Coupe du monde 1970               |
| 19 | 7 juin 1970       | Estadio Nou Camp, Leon, Mexique                                 | Bulgarie         | 2-1   | 5-2      | Coupe du monde 1970               |
| 20 | 7 juin 1970       | Estadio Nou Camp, Leon, Mexique                                 | Bulgarie         | 3-1   | 5-2      | Coupe du monde 1970               |
| 21 | 7 juin 1970       | Estadio Nou Camp, Leon, Mexique                                 | Bulgarie         | 5-1   | 5-2      | Coupe du monde 1970               |
| 22 | 10 juin 1970      | Estadio Nou Camp, Leon, Mexique                                 | Pérou            | 1-0   | 3-1      | Coupe du monde 1970               |
| 23 | 10 juin 1970      | Estadio Nou Camp, Leon, Mexique                                 | Pérou            | 2-0   | 3-1      | Coupe du monde 1970               |
| 24 | 10 juin 1970      | Estadio Nou Camp, Leon, Mexique                                 | Pérou            | 3-0   | 3-1      | Coupe du monde 1970               |
| 25 | 14 juin 1970      | Estadio Nou Camp, Leon, Mexique                                 | Angleterre       | 3-2   | 3-2      | Coupe du monde 1970               |
| 26 | 17 juin 1970      | Estadio Azteca, Mexico, Mexique                                 | Italie           | 2-1   | 3-4      | Coupe du monde 1970               |
| 27 | 17 juin 1970      | Estadio Azteca, Mexico, Mexique                                 | Italie           | 3-3   | 3-4      | Coupe du monde 1970               |
| 28 | 9 septembre 1970  | Max-Morlock-Stadion, Nuremberg, Allemagne de l'Ouest            | Hongrie          | 2-0   | 3-1      | Match amical                      |
| 29 | 9 septembre 1970  | Max-Morlock-Stadion, Nuremberg, Allemagne de l'Ouest            | Hongrie          | 3-1   | 3-1      | Match amical                      |
| 30 | 17 octobre 1970   | RheinEnergieStadion, Cologne, Allemagne de l'Ouest              | Turquie          | 1-1   | 1-1      | Eliminatoires-Euro 1972           |
| 31 | 17 février 1971   | Arena Kombëtare, Tirana, Albanie                                | Albanie          | 0-1   | 0-1      | Eliminatoires-Euro 1972           |
| 32 | 25 avril 1971     | Stade Fatih-Terim, Istanbul, Turquie                            | Turquie          | 0-1   | 0-3      | Eliminatoires-Euro 1972           |
| 33 | 25 avril 1971     | Stade Fatih-Terim, Istanbul, Turquie                            | Turquie          | 0-2   | 0-3      | Eliminatoires-Euro 1972           |
| 34 | 22 juin 1971      | Ullevaal Stadion, Oslo, Norvège                                 | Norvège          | 0-2   | 1-7      | Match amical                      |
| 35 | 22 juin 1971      | Ullevaal Stadion, Oslo, Norvège                                 | Norvège          | 0-4   | 1-7      | Match amical                      |
| 36 | 22 juin 1971      | Ullevaal Stadion, Oslo, Norvège                                 | Norvège          | 0-5   | 1-7      | Match amical                      |
| 37 | 30 juin 1971      | Parken Stadium, Copenhague, Danemark                            | Danemark         | 1-1   | 1-3      | Match amical                      |
| 38 | 8 septembre 1971  | HDI-Arena, Hanovre, Allemagne de l'Ouest                        | Mexique          | 2-0   | 5-0      | Match amical                      |
| 39 | 8 septembre 1971  | HDI-Arena, Hanovre, Allemagne de l'Ouest                        | Mexique          | 3-0   | 5-0      | Match amical                      |
| 40 | 8 septembre 1971  | HDI-Arena, Hanovre, Allemagne de l'Ouest                        | Mexique          | 5-0   | 5-0      | Match amical                      |
| 41 | 10 octobre 1971   | Stade national, Varsovie, Pologne                               | Pologne          | 1-1   | 1-3      | Eliminatoires-Euro 1972           |
| 42 | 10 octobre 1971   | Stade national, Varsovie, Pologne                               | Pologne          | 1-2   | 1-3      | Eliminatoires-Euro 1972           |
| 43 | 29 avril 1972     | Wembley Stadium, Londres, Angleterre                            | Angleterre       | 1-3   | 1-3      | Quart de finale (aller)-Euro 1972 |
| 44 | 25 mai 1972       | Olympiastadion, Munich, Allemagne de l'Ouest                    | Union soviétique | 1-0   | 4-1      | Match amical                      |
| 45 | 25 mai 1972       | Olympiastadion, Munich, Allemagne de l'Ouest                    | Union soviétique | 2-0   | 4-1      | Match amical                      |
| 46 | 25 mai 1972       | Olympiastadion, Munich, Allemagne de l'Ouest                    | Union soviétique | 3-0   | 4-1      | Match amical                      |
| 47 | 25 mai 1972       | Olympiastadion, Munich, Allemagne de l'Ouest                    | Union soviétique | 4-0   | 4-1      | Match amical                      |
| 48 | 14 juin 1972      | Bosuilstadion, Anvers, Belgique                                 | Belgique         | 0-1   | 1-2      | Phase finale-Euro 1972            |
| 49 | 14 juin 1972      | Bosuilstadion, Anvers, Belgique                                 | Belgique         | 0-2   | 1-2      | Phase finale-Euro 1972            |
| 50 | 17 juin 1972      | Stade du Heysel, Bruxelles, Belgique                            | Union soviétique | 1-0   | 3-0      | Phase finale-Euro 1972            |
| 51 | 17 juin 1972      | Stade du Heysel, Bruxelles, Belgique                            | Union soviétique | 3-0   | 3-0      | Phase finale-Euro 1972            |
| 52 | 15 novembre 1972  | Rheinstadion, Düsseldorf, Allemagne de l'Ouest                  | Suisse           | 1-0   | 5-1      | Match amical                      |
| 53 | 15 novembre 1972  | Rheinstadion, Düsseldorf, Allemagne de l'Ouest                  | Suisse           | 2-0   | 5-1      | Match amical                      |
| 54 | 15 novembre 1972  | Rheinstadion, Düsseldorf, Allemagne de l'Ouest                  | Suisse           | 3-0   | 5-1      | Match amical                      |
| 55 | 15 novembre 1972  | Rheinstadion, Düsseldorf, Allemagne de l'Ouest                  | Suisse           | 4-0   | 5-1      | Match amical                      |
| 56 | 28 mars 1973      | Rheinstadion, Düsseldorf, Allemagne de l'Ouest                  | Tchécoslovaquie  | 1-0   | 3-0      | Match amical                      |
| 57 | 28 mars 1973      | Rheinstadion, Düsseldorf, Allemagne de l'Ouest                  | Tchécoslovaquie  | 2-0   | 3-0      | Match amical                      |
| 58 | 5 septembre 1973  | Stade Loujniki, Moscou, Union soviétique                        | Union soviétique | 0-1   | 0-1      | Match amical                      |
| 59 | 10 octobre 1973   | HDI-Arena, Hanovre, Allemagne de l'Ouest                        | Autriche         | 1-0   | 4-0      | Match amical                      |
| 60 | 10 octobre 1973   | HDI-Arena, Hanovre, Allemagne de l'Ouest                        | Autriche         | 3-0   | 4-0      | Match amical                      |
| 61 | 13 octobre 1973   | Parkstadion, Gelsenkirchen, Allemagne de l'Ouest                | France           | 1-0   | 2-1      | Match amical                      |
| 62 | 13 octobre 1973   | Parkstadion, Gelsenkirchen, Allemagne de l'Ouest                | France           | 2-0   | 2-1      | Match amical                      |
| 63 | 17 avril 1974     | Westfalenstadion, Dortmund, Allemagne de l'Ouest                | Hongrie          | 4-0   | 5-0      | Match amical                      |
| 64 | 17 avril 1974     | Westfalenstadion, Dortmund, Allemagne de l'Ouest                | Hongrie          | 5-0   | 5-0      | Match amical                      |
| 65 | 18 juin 1974      | Volksparkstadion, Hambourg, Allemagne de l'Ouest                | Australie        | 3-0   | 3-0      | Coupe du monde 1974               |
| 66 | 26 juin 1974      | Rheinstadion, Cologne, Allemagne de l'Ouest                     | Yougoslavie      | 2-0   | 2-0      | Coupe du monde 1974               |
| 67 | 3 juillet 1974    | Deutsche Bank Park, Francfort sur le Main, Allemagne de l'Ouest | Pologne          | 1-0   | 1-0      | Coupe du monde 1974               |
| 68 | 7 juillet 1974    | Olympiastadion, Munich, Allemagne de l'Ouest                    | Pays-Bas         | 2-1   | 2-1      | Coupe du monde 1974               |

## Palmarès

### Trophées collectifs
| Bayern Munich | Fort Lauderdale Strikers       | RFA |
| --- | ------------------------------ | --- |

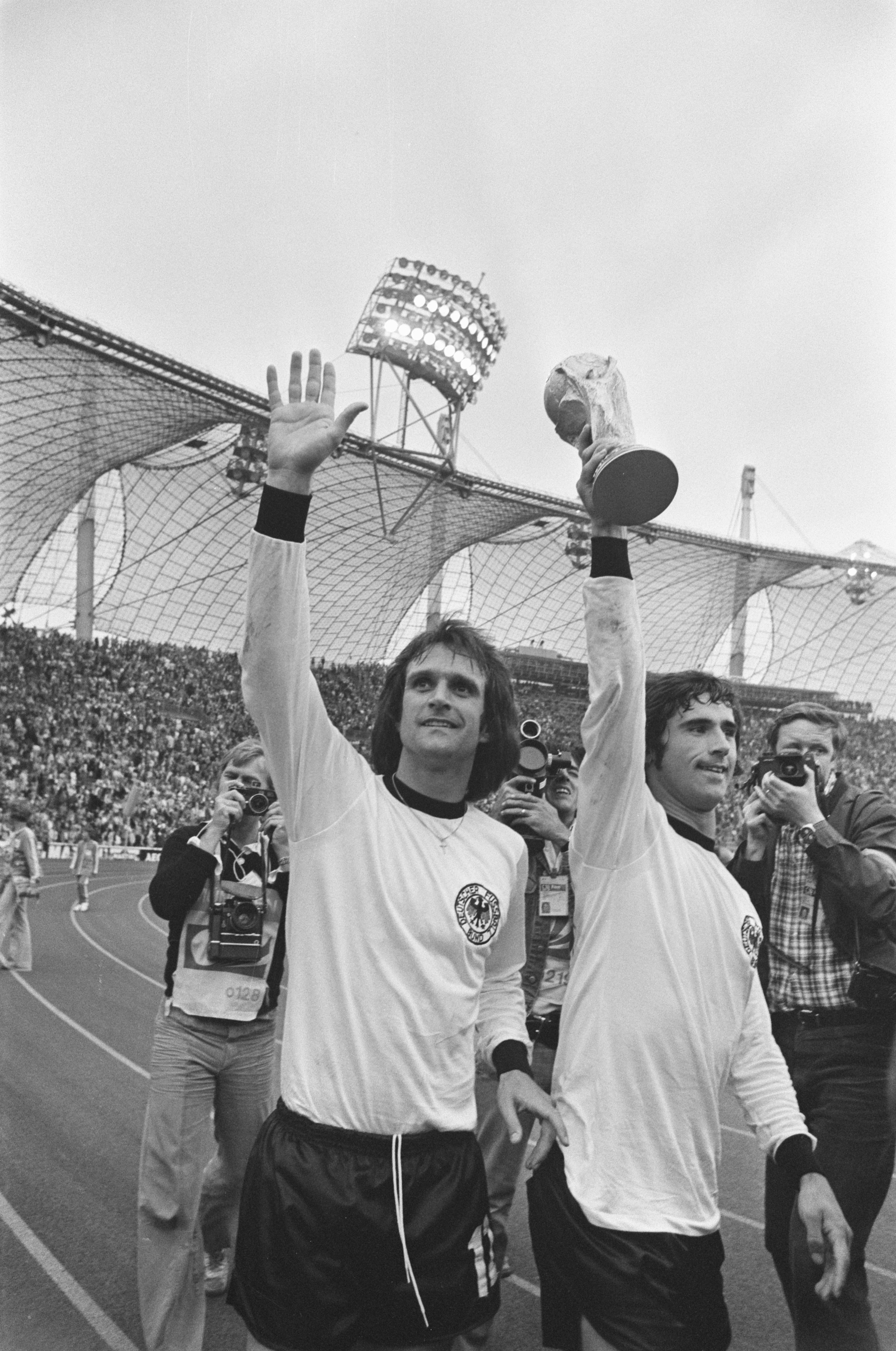
Wolfgang Overath (à gauche) et Gerd Müller (à droite) avec le trophée de la Coupe du monde 1974 à Munich.

| - Championnat d'Allemagne (4) - Champion en 1969, 1972, 1973, 1974 - Coupe d'Allemagne (4) - Vainqueur en 1966, 1967, 1969, 1971 - Regionalliga Sud (1) - Champion en 1965 - Coupe des champions (3) - Vainqueur en 1974, 1975 et 1976 - Coupe des coupes (1) - Vainqueur en 1967 - Supercoupe de l'UEFA - Finaliste en 1975 et 1976 - Coupe intercontinentale (1) - Vainqueur en 1976 | - NASL - Vice-champion en 1980 | - Coupe du monde (1) - Vainqueur en 1974 - Troisième en 1970 - Championnat d'Europe (1) - Vainqueur en 1972 |

### Distinctions individuelles
Il figure trois ans de suite dans « l’Équipe de l'année » de la FIFA (en 1971, 1972 et 1973) et une fois dans l’Équipe de l'année UEFA, en 1973. Outre ses nombreuses récompenses, Müller est également décoré par deux fois, en 1967 de la Silbernes Lorbeerblatt et en 1977 de l'Ordre du Mérite de la République fédérale d'Allemagne.
Jusqu'en 2006, Gerd Müller détient le record de nombre de buts marqués en phase finale de Coupe du monde avec 14 unités après avoir dépassé Just Fontaine (13 buts, tous en un seul tournoi) lors du mondial 1974. Ronaldo bat le record lors de la Coupe du monde 2006 en Allemagne en marquant son 15e but (en trois éditions). Record à nouveau battu lors de la Coupe du monde 2014 par Miroslav Klose avec 16 réalisations (en quatre éditions).
| Records | Titres internationaux | Titres nationaux |
| --- | --- | --- |
| - Coupe des champions - Meilleur ratio buts/match des vingt meilleurs buteurs de l'histoire (0,97) - Troisième au classement du nombre de titres de meilleur buteur (4) - Championnat d'Allemagne - Meilleur buteur de l'histoire (365 buts) - Équipe d'Allemagne - Deuxième meilleur buteur de l'histoire (68 buts) - Coupe du monde - Troisième meilleur buteur de l'histoire (14 buts) - Année civile - Deuxième meilleur buteur de l'histoire sur une année civile (85 buts en 1972) - Saison - Deuxième meilleur buteur de l'histoire sur une saison (67 buts en 1972-73) | - Ballon d'or - Vainqueur en 1970 - Coupe du monde - Meilleur buteur en 1970 (10 buts) - Championnat d'Europe - Meilleur buteur en 1972 (4 buts) - Meilleur joueur en 1972 - Coupe des champions - 4 fois meilleur buteur en 1973 (12 buts), 1974 (8 buts), 1975 (5 buts) et 1977 (5 buts) - Soulier d'or européen - Vainqueur en 1970 (38 buts) et 1972 (40 buts) | - Footballeur allemand de l'année - Vainqueur en 1967 et 1969 - Championnat d'Allemagne - 7 fois meilleur buteur en 1967, 1969, 1970, 1972, 1973, 1974 et 1978 |

## Citations à son sujet
« Parmi les joueurs d'exception, Gerd Müller est pour moi le plus grand de tous. Il était irrésistible ! Tout ce qu'il a réalisé, le Bayern le doit à Gerd Müller. Sans les buts de Gerd, nous serions encore assis aujourd'hui dans les tribunes vétustes de la Säbener Straße. »
— Franz Beckenbauer, coéquipier au Bayern Munich et en équipe d'Allemagne
« Celui qui entre dans la légende de son vivant n'a plus rien à prouver. Les 68 buts inscrits en 62 matches internationaux constituent un record pour l'éternité. »
— Rudi Völler, ancien attaquant et sélectionneur de la Mannschaft